# Ms. Pac-Man
Ms. Pac-Man — це аркадна відеоігра в жанрі лабіринту 1982 року, розроблена компанією General Computer Corporation (GCC) та випущена компанією Midway. Це перше продовження Pac-Man (1980) і перша гра серії, створена не Namco. Гравець грає за міс Пекмен, дружину оригінального Пекмена. Керуючи персонажем в закритому лабіринті потрібно з'їсти всі точки, уникаючи чотирьох кольорових привидів.
GCC створила гру як набір модифікацій для оригінального Pac-Man під назвою Crazy Otto. Однак через попередні судові позови з Atari, GCC була змушена представити проєкт компанії Midway, північноамериканському дистриб'ютору гри Pac-Man. Midway придбала проєкт і вирішила використати його як основу для сиквелу Pac-Man. Для гри було розглянуто кілька імен, у тому числі Miss Pac-Man і Mrs. Pac-Man, перш ніж було обрано остаточне ім'я, яке легше вимовляти. Хоча розробка почалася без згоди Namco, було залучено президента компанії Масая Накамура, який надав відгук про дизайн персонажа. Зрештою компанія отримала такі ж гонорари за кожен ігровий автомат, як і за Pac-Man.
Критики хвалили Ms. Pac-Man за вдосконалення оригінального ігрового процесу та за те, що в ньому є головна героїня; деякі описують гру як кращу за оригінальний Pac-Man. Ms. Pac-Man було внесено до списку найкращих відеоігор усіх часів як одну з найуспішніших американських аркадних ігор, коли-небудь створених. Успіх гри надихнув на створення різноманітних товарів, портування для багатьох домашніх консолей і портативних систем, телевізійного мультфільму (з Pac-Man), і численних сиквелів і ремейків відеоігор, які породили серію відеоігор Ms. Pac-Man. Права на гру належать компанії-спадкоємниці Namco, Bandai Namco Entertainment. Однак гра та її титульний персонаж були предметом різних юридичних суперечок щодо власності між Namco та General Computer Corporation.

## Ігровий процес
Ігровий процес дуже схожий на Pac-Man. Гравець заробляє очки, поїдаючи точки (гранули) та уникаючи привидів (контакт з якими призводить до того, що персонаж втрачає життя). Якщо з'їсти енергетик («енергетичну гранулу»), привиди стають блакитними, що дозволяє їх з'їсти за додаткові очки. Двічі за раунд можна їсти бонусні фрукти, щоб збільшити кількість очок. Зі збільшенням раундів швидкість збільшується, а тривалість уразливості привидів, яку дають енергетики — зменшується, зрештою припиняючись взагалі.

### Відмінності від оригінального Pac-Man
- У грі є чотири лабіринти, які з'являються в різних кольорових схемах і чергуються між собою. Рожевий лабіринт з'являється на першому та другому рівнях; світло-блакитний лабіринт з'являється на третьому, четвертому та п'ятому рівнях; коричневий лабіринт з'являється на рівнях з шостого по дев'ятий; а темно-синій лабіринт з'являється на рівнях з десятого по чотирнадятий. Після чотирнадцятого рівня лабіринти чергуються через кожні чотири рівні.
- Перший, другий і четвертий лабіринти мають два набори тунелів переходу, на відміну від лише одного в оригінальному лабіринті.
- Стіни зафарбовані в суцільний колір, а не просто обведено їхній контур, що полегшує гравцеві-початківцю побачити, де проходять шляхи.
- Моделі поведінки привидів відрізняються і включають напіввипадкові алгоритми, що унеможливлює використання шаблонних рухів для проходження кожного раунду. Блінкі (червоний) і Пінкі (рожевий) рухаються випадковим чином протягом перших кількох секунд кожного рівня до першого розвороту. Інкі (блакитний) і Сью (помаранчевий) все ще використовують такі ж шаблони руху як і в оригінальній грі.
- Замість того, щоб з'являтися в центрі лабіринту, фрукти потрапляють та (якщо їх не з'їли) виходять з лабіринту через тунелі переходу. Коли всі фрукти з'їдено, вони починають з'являтись у випадковій послідовності до кінця гри, починаючи з восьмого раунду; за бананом із 5000 балами може слідувати пара вишень із 100 балами.
- Помаранчевого привида звуть Сью, а не Клайд.
- Коли персонаж (міс Пекмен) контактує із привидом і вмирає, він крутиться, або, як написано на зворотному боці рекламних флаєрів, «різко непритомніє й падає»[5], а не зменшується, як оригінальний Пекмен.
- Три проміжних сцени розповідають про розвиток стосунків між оригінальним Пекменом і міс Пекмен (від моменту їх першої зустрічі до того, як лелека приніс їм дитину).
- Нові звукові ефекти та музика.

## Сприйняття
У 2009 році Game Informer поставив Ms Pac-Man на 10 місце у своєму списку «200 найкращих ігор усіх часів», заявивши, що вона «перевершує [оригінальний Pac-Man] майже в усіх відношеннях». Ця позиція на один рядок нижче у порівнянні з попереднім рейтингом найкращих ігор за всю історію, складеним Game Informer. Entertainment Weekly назвав Ms Pac-Man однією з десяти найкращих ігор для Atari 2600 у 2013 році. У 2016 році Ms Pac-Man посіла 5 місце в списку Тайм «50 найкращих відеоігор усіх часів». У 2022 році The Strong National Museum of Play включив Ms Pac-Man до Всесвітньої зали слави відеоігор.